# CS Rapid București
CS Rapid București är en rumänsk sportklubb i Bukarest, bildad 1923. Genom åren har klubben använt olika "prefix": CFR (1923–1936), Rapid (1936–1946), CFR (1946–1949), Locomotiva (1949–1958) och Rapid sedan 1958.
Klubben har (2022) verksamhet i basket (dam & herr), bowling, boxning, brottning, handboll (dam), judo, karate, tyngdlyftning, vattenpolo (dam & herr) och volleyboll (herr).

## Meriter
Klubben har varit framgångsrik inom flera sporter:
- Dess damhandbollslag har blivit rumänska mästare sex gånger och dessutom vunnit de stora turneringarna på europeisk nivå: Europacupen (1964), IHF-cupen (1993) och Citycupen (2000).
- Deras herrvolleybollag har blivit rumänska mästare elva gånger och vunnit Europacupen tre gånger ( 1961, 1963 och 1965).
- Dess damvolleybollag blev rumänska mästare femton gånger.
- Dess dambasketlag har blivit rumänska mästare nio gånger.
- Dess herrvattenpololag har blivit rumänska mästare tretton gånger.